# Zsira
Zsira là một thị trấn thuộc hạt Győr-Moson-Sopron, Hungary. Thị trấn này có diện tích 14,73 km², dân số năm 2010 là 751 người, mật độ 51 người/km².